# 앤지 스톤
앤지 스톤(Angie Stone, 1961년 12월 18일 ~ 2025년 3월 1일)은 미국의 싱어송라이터, 음악 프로듀서, 배우이다. 2002년 영화 핫 칙을 통해서 데뷔했다.

## 같이 보기
- 대중음악의 별명 목록